# The Outfield (film)
The Outfield è un film del 2015 diretto da Michael Goldfine e Eli Gonda.
Il film è stato distribuito video on demand il 10novembre 2015 dalla Fullscreen Films.

## Trama
Tre giocatori di baseball dell'università, che sono stati migliori amici fin dall'infanzia, entrano nel loro ultimo anno di liceo e devono fare scelte difficili dentro e fuori dal campo di baseball. Devono decidere tra ciò che vogliono loro e ciò che vogliono i loro genitori per la loro vita futura.

## Produzione
Nel gennaio 2015, è stato annunciato che la Fullscreen, una popolare rete YouTube, avrebbe lanciato una divisione incentrata sui film e che The Outfield, con Cameron Dallas e Nash Grier, sarebbe stato uno dei primi film prodotti; il film ha segnato il debutto come attore di Grier. Il 28 gennaio 2015 è stato annunciato che Joey Bragg e Caroline Sunshine si erano uniti al cast del film. Il 4 febbraio 2015 è stato annunciato che Olivia Stuck si era unita al cast del film. Il casting di Burnie Burns è stato annunciato il 15 febbraio 2015.

### Riprese
Le riprese del film sono iniziate il 24 gennaio 2015, e si sono concluse il 21 febbraio 2015. È stato girato presso la Ramona Convent Secondary School.

## Distribuzione
Il 24 luglio 2015, i primi 9 minuti del film sono stati proiettati al VidCon. Il film è stato distribuito tramite video on demand il 10 novembre 2015.